# 凱賽拉赫蒂

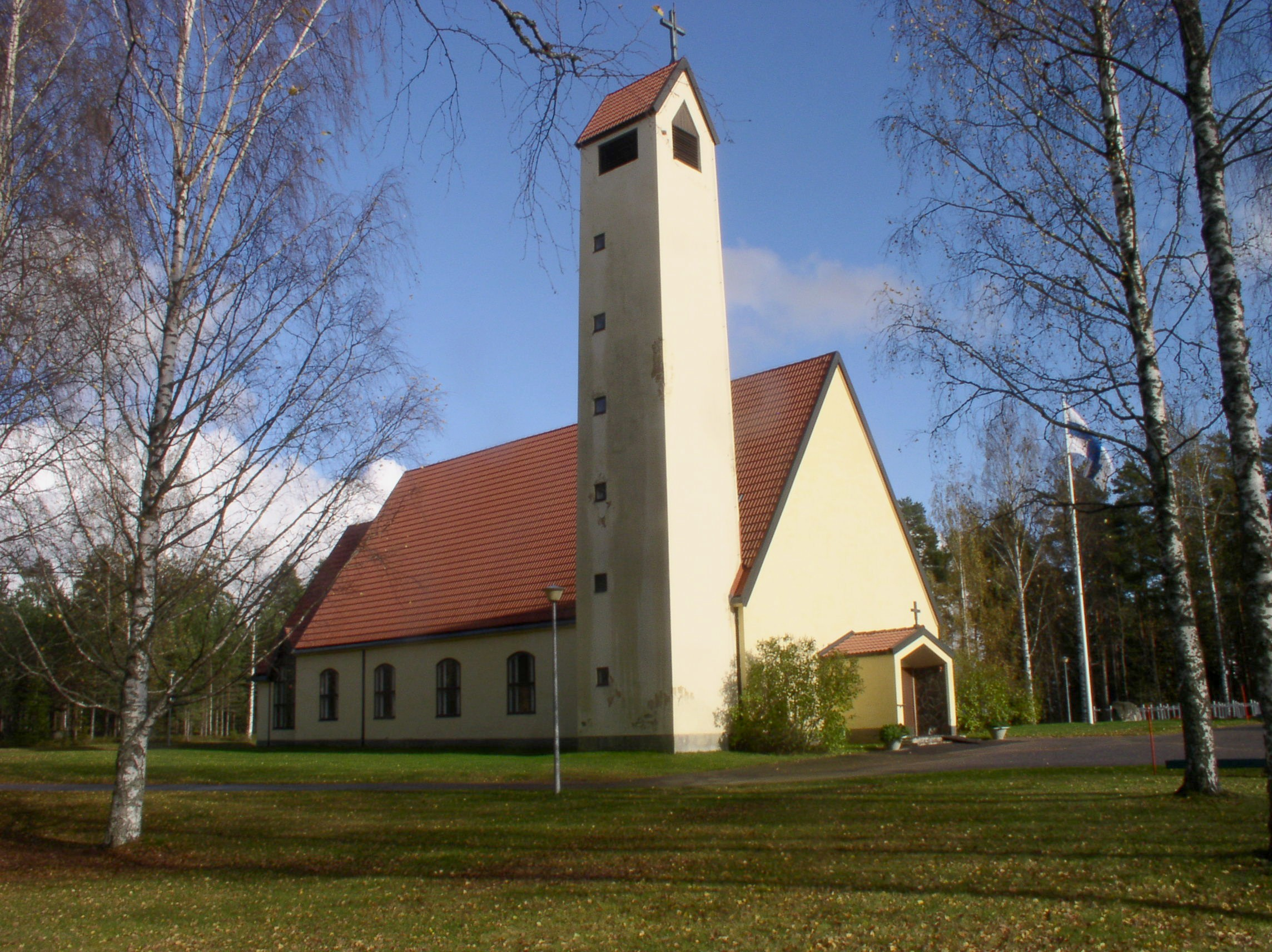
凱賽拉赫蒂教堂

凱賽拉赫蒂（芬蘭語：Kesälahti）是芬蘭北卡累利阿區一个旧市鎮，位於該國東部，始建於1873年，面積583平方公里，2013年人口2,324，人口密度為每平方公里5.99人。2013年初时并入基泰市。

## 外部連結
- 基泰市官方网站 （芬蘭語、英語和俄語）